# Jacob Gorender
Jacob Gorender (Salvador, 20 de janeiro de 1923 — São Paulo, 11 de junho de 2013) foi um historiador, escritor e cientista social brasileiro.

## Biografia

### Primeiros anos
Filho de um judeu ucraniano chamado Nathan Gorender, socialista e antissionista, e uma bessarábia, Anna Groender. Gorender nasceu em Salvador, capital da Bahia em 1923.

### Faculdade de Direito e Segunda Guerra Mundial
Jacob Gorender viveu sua infância nos cortiços de Salvador. Estudou o ginásio e o preparatório no Ginásio da Bahia, entre 1933 e 1940, ingressando na graduação em Direito na Faculdade de Direito de Salvador (FDUFBA) vinculada a Universidade Federal da Bahia (UFBA) em 1941. Na faculdade, juntamente com Mário Alves e Ariston de Salvador, entrou numa célula do Partido Comunista Brasileiro (PCB), liderada por Giocondo Dias.
Aos 18 anos abandonou a escola de Direito para ir lutar na Segunda Guerra Mundial, na Itália, como integrante voluntário da Força Expedicionária Brasileira (FEB).

### Retorno ao Brasil
De volta ao Brasil, retomou sua militância no PCB, do qual tornou-se destacado dirigente, integrando seu Comitê Central.
Após o Golpe militar brasileiro de 1964, foi expulso pela direção do PCB em 1967, de orientação prestista e que defendia a resistência dentro da legalidade, à qual se opunha,  para participar da fundação do Partido Comunista Brasileiro Revolucionário (PCBR), com diversos outros dirigentes comunistas de esquerda, como Mario Álves e Apolônio de Carvalho.
Foi preso e barbaramente torturado, quando do Regime Militar, cumprindo prisão por sua militância. Destacado intelectual marxista quando de sua militância no PCB, após sair da prisão, dedicou-se a investigação da formação social brasileira. Entre seus trabalhos se destacam A burguesia brasileira, de 1981, e Combates nas trevas, de 1987. Sua principal obra foi a tese "O Escravismo Colonial", de 1978, de caráter revolucionário, na medida em que supera o debate sobre o caráter do passado do Brasil - feudalismo versus  capitalismo. Naquela obra, apresenta teoria para a compreensão da história colonial e imperial brasileira baseado na apresentação de modo de produção historicamente novo, a saber, o escravismo colonial. Foi surpreendentemente escrita em grande parte dentro das celas do Presídio Tiradentes, característica da abnegação intelectual de Jacob Gorender.
Em Marxismo sem utopia, de 1999, Jacob Gorender apresentou uma síntese de sua visão teórica recente, que seria também a última, tendo em vista não ter feito nenhuma retificação até seu falecimento. Marxismo sem utopia versa sobre temas como a natureza da classe operária, o princípio do determinismo histórico, a diferença entre a transição ao capitalismo e a transição ao socialismo, e as características da sociedade socialista.
Jacob Gorender propõe que a classe operária é possuidora de uma "ontologia reformista" e não "revolucionária", critica o determinismo histórico, afirma a importância dos intelectuais para a formação da consciência revolucionária, apoiando se em Lênin, e discorre sobre a necessidade do Estado na sociedade socialista.
Armando Boito e Caio Navarro de Toledo, em Resenha sobre Marxismo sem utopia de Jacob Gorender, analisam a obra do autor e apresentam sua crítica do conceito de "ontologia reformista" com argumentos que tornam a discussão ainda mais rica e complexa. Segundo os autores, o uso do conceito "ontologia" implica numa abordagem essencialista, lembram que, na teoria marxista, uma classe é definida tanto por sua inserção nas relações de produção, quanto por fatores relativos às suas lutas políticas concretas. Os termos "reformista" ou "revolucionário", adjetivando a referida "ontologia", geram o mesmo equívoco teórico. Somente em uma formação social concreta, historicamente determinada, se pode falar em classe "reformista" ou "revolucionária". Eles verificam, também, uma incongruência na tese da "ontologia reformista" com a ideia de processo histórico aberto, pois, ao mesmo tempo em que Gorender faz uma crítica da teleologia, fala de uma natureza da classe operária. Se a classe possui uma natureza tal, haveria, sim, uma teleologia, ou seja, o processo histórico se direcionando fortemente para um fim específico. Não haveria razão para falar de fatores atuais, como diferenciação ou heterogeneidade da classe operária, que a fariam perder seu caráter revolucionário, se sua ontologia é definitivamente reformista. Resenha sobre Marxismo sem utopia, página 174.
Mantendo-se à esquerda política, filiou-se ao Partido dos Trabalhadores (PT), no ano de 1990.

## Vida pessoal
Gorender foi casado com Idealina da Silva Fernandes, filha de Hermogênio da Silva Fernandes, um dos fundadores do Partido Comunista, tendo uma filha deste casamento, chamada Ethel.

## Morte
Morreu após um mês de internação na Unidade de terapia intensiva (UTI) do Hospital São Camilo, de infecção, em 11 de junho de 2013. A então presidenta Dilma Rousseff (PT), lamentou pesar pela perda de Jacob por uma nota em que o chamou de “amigo e companheiro”. Outros nomes petistas como José Genoino e Emiliano José além do movimento social Movimento dos Trabalhadores Rurais Sem Terra (MST) publicaram notas em homenagem a Jacob.

## Produção bibliográfica

### Artigos e Ensaios
- 1958 - “Correntes sociológicas no Brasil”. ESTUDOS SOCIAIS, n.º 3-4, Rio de Janeiro, set./dez. de 1958, pp. 335–352;[33]
- 1958  - “Política exterior em crise”. ESTUDOS SOCIAIS, Rio de Janeiro, 1958, nº 2, pp. 129–36;[34]
- 1958  - “Revista Brasiliense. ESTUDOS SOCIAIS, Rio de Janeiro, maio/junho de 1958, nº 1, pp. 125-7;[34]
- 1959 - “A espoliação do povo brasileiro pela finança internacional”. ESTUDOS SOCIAIS, nº 6, Rio de Janeiro, maio/setembro de 1959, pp. 131–48;[33]
- 1960 - “A questão Hegel”. ESTUDOS SOCIAIS, Rio de Janeiro, nº 8, julho. de 1960, pp. 436–58;[34]
- 1960  - “O V Congresso dos comunistas brasileiros”. ESTUDOS SOCIAIS, n. 9, Rio de Janeiro, outubro de 1960, pp. 3–11;[34]
- 1960  - “Perspective de l’homme/Roger Garaudy”. ESTUDOS SOCIAIS, Rio de Janeiro, nº 9, outubro de 1960, pp. 113–16.[34]
- 1963  - “Direções da luta pela democracia em nosso tempo”. ESTUDOS SOCIAIS, Rio de Janeiro, nº 18, novembro de 1963, pp. 189–93.[34]
- 1980 - O conceito de modo de produção e a pesquisa histórica. In: Lapa, J.R. do Amaral (org.). Modos de produção e realidade brasileira.Petrópolis, Editora Vozes, 1980.[35]
- 1982 - Introdução. In: Marx, Karl. Para a crítica da economia política. São Paulo, Abril Cultural, 1982. Coleção Os Economistas.[34]
- 1983 - Apresentação. In: Marx, Karl. O capital. vol. 1. São Paulo, Abril Cultural, 1983. Coleção Os Economistas.[34]
- 1983 - Questionamentos sobre a teoria econômica do escravismo colonial. Estudos Econômicos. São Paulo, IPE-USP, 1983. 1(13).[33]
- 1984 - Nota sobre uma questão de ética intelectual. Estudos Econômicos. São Paulo, IPE-USP, 1984. 2 (14).[33]
- 1986 - A participação do Brasil na II Guerra Mundial e suas conseqüências. SZMRECSANYI, T. & GRANZIERA, R.B. [Org.] Getúlio Vargas e a economia contemporânea. Campinas: UNICAMP, 1986.[36]
- 1987 - A revolução burguesa e os comunistas. In: D’Incao, Maria Angela (org.). O saber militante. Ensaios sobre Florestan Fernandes. Rio de Janeiro, UNESP/Paz e Terra, 1987.[37]
- 1988 - Coerção e consenso na política. Estudos Avançados. São Paulo, IEA-USP, 1988. 3 (2).[38]
- 1989 - Crise mortal ou reconstrução? Teoria e Debate. São Paulo, 1989, (n.8).[39]
- 1989 - Do pecado original ao desastre de 1964. In: D’Incao, Maria Angela (org.). História e ideal. Ensaios sobre Caio Prado Júnior. São Paulo, UNESP/Brasiliense, 1989.[40]
- 1989 - Introdução. O nascimento do materialismo histórico. In: Marx, Karl e Engels, Friedrich. A ideologia alemã. São Paulo, Martins Fontes, 1989.[41]
- 1990 - Introdução. Teoria econômica e política revolucionária no marxismo russo. In:. Bukharin. São Paulo, Ática, 1990. Coleção Grandes Cientistas Sociais. Fernandes, Florestan, (coord.)[34]
- 1990 - Teoria econômica e política revolucionária no marxismo russo. BUKHARIN. Economia. São Paulo: Ática, 1990. [Coord. Fl. Fernandes.][34]
- 1991 - A escravidão reabilitada. LPH - REVISTA DE HISTÓRIA. Seminário sobre “Tendências contemporâneas da historiografia brasileira”. Universidade Federal de Ouro Preto, dezembro, 1991. Mariana, MG, LPH-UFOP, 1992. 1 (3).[34]
- 1991 - Fim do milênio ou fim da História? LPH - Revista de História. Anais do VII Encontro Regional da ANPUH-MG. Mariana, MG, 1991. 1(2).[34]
- 1992 - La América portuguesa y el esclavismo colonial. In: Bonilla, Heraclio (org.). Los conquistados. 1492 y la población indígena de las Américas. Bogotá, Tercer Mundo/ FLACSO/ Libri Mundi, 1992.[42]
- 1993 - Liberalismo e capitalismo real. In: NÓVOA, Jorge (org.). A História à deriva. Um balanço de fim de século. Salvador: Universidade Federal da Bahia, 1993.[43]
- 1994 - A revolução de outubro: revolução ou golpe de Estado? In: Coggiola, Osvaldo (org.). Trotsky/ Hoje. São Paulo, Ensaio, 1994.[34]
- 1994 - A vigência de O Capital nos dias de hoje. In: Coggiola, Osvaldo (org.). Marxismo Hoje. São Paulo, Xamã/ Depto de História da FFLCH-USP, 1994.[34]
- 1994 - Sobre a dissolução da União Soviética. Crítica marxista. São Paulo, Brasiliense, 1994. 1(1)[44]
- 1994 - Teses em confronto: do catastrofismo de Kurz ao social-democratismo de Chico de Oliveira. Universidade e Sociedade. São Paulo, ANDES, 1994. (n.6).[45]
- 1995 - Confluências e contradições da construção sociológica. Revista Adusp. São Paulo, Associação dos Docentes da USP, 1995. (n. 4).[34]
- 1995 - Conhecimento social e militância política em Florestan Fernandes. Praxis. Belo Horizonte, 1995. (n.5).[46]
- 1995 - Estratégias dos Estados nacionais diante do processo de globalização. Estudos Avançados. São Paulo, Instituto de Estudos Avançados da Universidade de São Paulo, 1995. 9 (25).[47]
- 1995 - Graciliano Ramos: lembranças tangenciais. Estudos Avançados. São Paulo, Instituto de Estudos Avançados da Universidade de São Paulo, 1995. 9 (23).[48]
- 1995 - Hegemonia burguesa - reforçada pela prova eleitoral de 1994. Crítica marxista. São Paulo, Brasiliense, 1995. 1(2).[49]
- 1995 - L’Hegemonie bourgeoise renforcé par l’épreuve electorale bresilienne. Cahiers marxistes. Bruxelas, julho-agosto de 1995.[50]
- 1996 - Globalização, realidade e sofismas. Brasil revolucionário. São Paulo, 1996. (n. 25), maio-julho.[34]
- 1996 - O pior já passou. Folha de S.Paulo. 20 de outubro de 1996.[34]
- 1997 - Globalização, tecnologia e relações de trabalho. Estudos Avançados. São Paulo, Instituto de Estudos Avançados da Universidade de São Paulo, 1996. 11 (29).[51]
- 1997 - Entrevista a Alípio Freire e Paulo de Tarso Venceslau. In Rememória — Entrevistas sobre o Brasil do século XX. Ricardo Azevedo e Flamarion Maués (orgs.). São Paulo, Fundação Perseu Abramo, 1997.[52]
- 1997 - Marighella, o indômito. In Tiradentes, um presídio da ditadura. Memórias de presos políticos. In Alípio Freire, Izaías Almada, J. A de Granville Ponce (orgs.). São Paulo, Scipione, 1997.[53]
- 1997 - Uma vida de militância. Folha de S.Paulo (Jornal de resenhas). 13 de setembro de 1997.[54]
- 1998 - A prova da história. Estudos Avançados. São Paulo, Instituto de Estudos Avançados da Universidade de São Paulo, 1998. 12 (34).[55]
- 1998 - O marxismo no final do século XX. In Contributions. Paris, Rencontre Intenationale, 1998. 8º dossié.[56]
- 1998 - O proletariado e sua missão histórica. ALMEIDA, J. & CANCELLI, V. [Org.] 150 anos de Manifesto Comunista. São Paulo: Xamã: SNFPPT, 1998. pp. 19–28.[34]
- 1998 - Onde falham os esquematismos e as simplificações?. Prefácio ao livro de Arlene Clemesha intitulado Marxismo e judaísmo. História de uma relação difícil. São Paulo, Boitempo, 1998.[57]
- 2000 - Desafios para uma força social emergente. Estudos Avançados. São Paulo, Instituto de Estudos Avançados da Universidade de São Paulo, 2000. 14 (39).[58]
- 2000 - Gilberto Freyre — o talentoso reacionário. In Brasil revolucionário. São Paulo, Instituto Mário Alves, 2000 (n. 27).[34]
- 2001 - Challenges for an emerging social force. In Brazil — dillemas and challenges. São Paulo, Editora da Universidade de São Paulo, 2002.[59]
- 2001 - Era o golpe de 1964 inevitável? In: Caio Navarro Toledo (org.). 1964: visões críticas do do golpe. Democracia e reformas do populismo. Campinas, Editora da Unicamp, 1997. Reimpressão 2001.[60]
- 2001 - Fleury — torturador e assassino em nome da lei. In Reportagem. São Paulo, Ed. Manifesto, 2001 (n. 18).[61]
- 2001 - Marx, um homem comum. In Reportagem. São Paulo, Ed. Manifesto, 2001 (n. 19).[34]
- 2001 - Prefácio. Carlos Fico. Como eles agiam. Rio de Janeiro, Record, 2001.[62]
- 2001 - Somos todos afro-brasileiros. In Almanaque Brasil de cultura popular. São Paulo, Elifas Andreato Comunicação, 2001 (n. 26).[34]
- 2001 - Tortura no Brasil denunciada na ONU. In Reportagem. São Paulo, Ed. Manifesto, 2001 (n. 20).[34]
- 2002 - Liberalismo e escravidão. Entrevista. In Estudos Avançados. São Paulo, Instituto de Estudos Avançados da Universidade de São Paulo, 2002, n. 46.[63]
- 2003 - Capitalismo pós-capitalista. In Folha de S.Paulo (Jornal de Resenhas). São Paulo, 8 de fevereiro de 2003.[64]
- 2004 - O épico e o trágico na história do Haiti. In Estudos avançados, 18 (50), 2004.[65]

### Livros
- A burguesia brasileira, Brasiliense, 1990.[66]
- O escravismo colonial, Editora Ática, 1985.[67]
- Combate nas Trevas: a esquerda brasileira: das ilusões perdidas à luta armada, Editora Ática, 1987.[68]
- A escravidão reabilitada, Editora Ática, 1990.[69]
- Marcino e Liberatore, Editora Ática, 1992.[70]
- Marxismo sem utopia, Editora Ática, 1999.[71]
- Brasil em preto & branco: o passado escravista que não passou, Editora Senac, 2000.[72]
- Direitos Humanos - o Que São (ou Devem Ser), Editora Senac, 2003.[73]
- Escravos brasileiros do século XIX na fotografia de Cristiano Jr., (Org. Paulo Cesar de Azevedo e Mauricio Lissovsky), Editora Ex Libris, 1988.[74]